# 체키 카리오

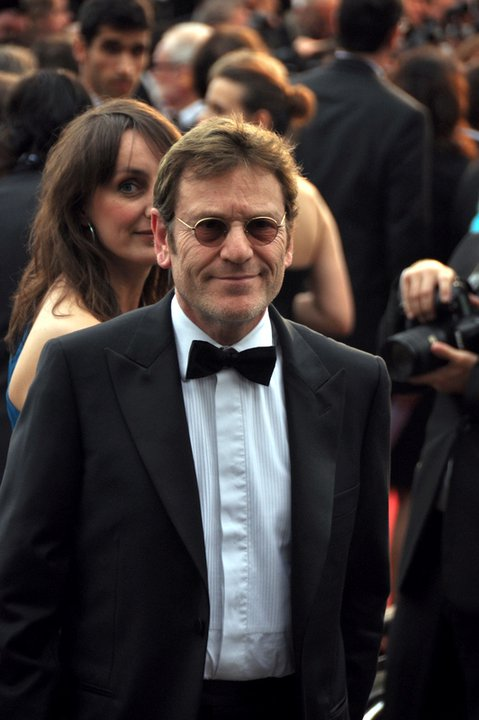
2011년 칸 영화제 당시의 카리오

체키 카리오(프랑스어: Tchéky Karyo, 1953년 10월 4일~)는 프랑스의 배우로 본명은 바뤼 자키 카리오(프랑스어: Baruh Djaki Karyo)이다.

## 출연 작품
- 마틴 기어의 귀향(1982)
- 폭풍의 밤(1982)
- 형사 조르당(1983)
- 만월의 밤(1984)
- 격정(1985)
- 지옥의 라이더(1986)
- 베어(1988)
- 니키타(1990)
- 명화의 외출(1990)
- 파리의 정사(1990)
- 이자벨 에버하트(1991)
- 하이 아트(1991)
- 스케치(영어판)
- 1492 콜럼버스(1992)
- 이원적 관능(1992)
- 레드 슈 다이어리 2(1993)
- 앤 더 밴드 플레이드(1993)
- 노스트라다무스(1994)
- 검은 천사(1994)
- 007 골든아이(1995)
- 나쁜 녀석들(1995)
- 크라잉 프리맨(1995)
- 덤보 낙하 작전(1995)
- 이방인의 땅(1995)
- 문 샤도우(1995)
- 사일러스 마너(1996)
- 애딕티드 러브(1997)
- 도베르만(1997)
- 해비태드(1997)
- 우주의 천가지 경이들(1997)
- 바벨(1998)
- 잔 다르크(1999)
- 윙 커맨더(1999)
- 백만장자 열대어(1999)
- 지금까지의 내 인생(1999)
- 패트리어트-늪 속의 여우(2000)
- 오 그레이스(2000)
- 아라비안 나이트(2000)
- 왕의 춤(Le Roi Dance, 2000)
- 키스 오브 드래곤(2001)
- 굿 씨프(2002)
- 코어(2003) - 세르게이 르베크 박사 역
- 테이킹 라이브스(2004) - 르끄레이 반장 역
- 블루베리(2004)
- 인게이지먼트(2004)
- 그레이브댄서(2005)
- 종달새 농장(2007)
- 박싱즈(2007)
- 자쿠오 르 크로퀀(2007)
- 더 웨이(2010)
- 어멍 어스(2010)
- 스페셜 포스(2011)
- 갱 스토리(2011)
- 레퀴엠 포 어 킬러(2011)
- 파리의 인어(2020) - 까밀레 역